# Teucrium ajugaceum
Teucrium ajugaceum е вид растение смятано за криптид.

## Разпространение
Видът е ендемичен за Куинсланд.
В продължение на много години се е смятал за изчезнал, докато не беше преоткрит на нос Кейп Йорк, между Куктаун и река Локхарт през май 2004 г. Преди това видът не е бил виждан от 1891 г.